# Port lotniczy Chersoń
Port lotniczy Chersoń (ukr. Міжнародний аеропорт Херсон, ang. Kherson International Airport, kod IATA: KHE, kod ICAO: UKOH) – międzynarodowe lotnisko w Chersoniu, na Ukrainie.

## Linie lotnicze i połączenia
Od 24 lutego 2022 r. wszystkie loty pasażerskie zostały zawieszone na czas nieokreślony. 
| Linia lotnicza                 | Kierunek                                        |
| ------------------------------ | ----------------------------------------------- |
| Pegasus Airlines               | 1. Stambuł-Sabiha Gökçen                        |
| SkyUp Airlines                 | Sezonowe czartery: 1. Antalya 2. Szarm el-Szejk |
| Turkish Airlines               | 1. Stambuł                                      |
| Ukraine International Airlines | 1. Kijów-Boryspol                               |

W 2018 r. z lotniska odbywały się loty do Lublina oferowane przez Bravo Airways, które zostały zlikwidowane.

## Transport publiczny
Na lotnisko dociera autobus linii 101, kursujący na trasie Kraseń – Lotnisko przez centrum miasta. Godziny kursowania: 07:00 – 20:00, interwał pomiędzy kursami wynosi ok. 15–20 minut.